# Saint-Momelin

Saint-Momelin este o comună în departamentul Nord, Franța. În 1 ianuarie 2022 avea o populație de 420 de locuitori.